# Karl Heinz Beckurts
Karl Heinz Beckurts (* 16. Mai 1930 in Rheydt; † 9. Juli 1986 in Straßlach) war ein deutscher Physiker und Manager. Er war einer der Begründer der Neutronenphysik in Deutschland nach dem Zweiten Weltkrieg und Forschungsleiter bei der Siemens AG. 1986 wurde er von Terroristen der Rote Armee Fraktion ermordet.

## Biografie

### Familie
Karl Heinz Beckurts war der Sohn des Industriekaufmanns und Generaldirektors der Gustloffwerke Karl Beckurts und von Gisela Beckurts, geborene Gräfin Brockdorff. 
Karl Heinz Beckurts war zweimal verheiratet. Aus erster Ehe hatte er einen Sohn und zwei Töchter.

### Studium
Beckurts studierte ab 1949 Physik an der Universität Göttingen. Am dortigen Max-Planck-Institut für Physik verfertigte er 1954 seine Physik-Diplomarbeit unter Aufsicht von Karl Wirtz und wurde 1956, ebenfalls unter Betreuung von Karl Wirtz, mit der Arbeit Nichtstationäre Neutronenfelder promoviert. Danach war er wissenschaftlicher Mitarbeiter am dortigen Max-Planck-Institut für Physik. 

### Akademische Laufbahn
Als Wirtz zum Direktor des Instituts für Neutronenphysik und Reaktortechnik (INR) am Kernforschungszentrum Karlsruhe berufen wurde, begleitete ihn Beckurts als Leiter dessen experimenteller Abteilung ab 1958. Gleichzeitig war er ab 1959 Lehrbeauftragter an der Technischen Hochschule Karlsruhe, an der er sich 1961 habilitierte. Er war von 1963 bis 1970 Direktor des Instituts für angewandte Kernphysik am Kernforschungszentrum Karlsruhe und ab 1964 außerplanmäßiger Professor an der TH Karlsruhe. 1967 bis 1969 war er Gastprofessor an der Universität Heidelberg. 1969 erhielt Beckurts in Heidelberg ein persönliches Ordinariat, das er niederlegte, als er 1970 wissenschaftlich-technischer Geschäftsführer der Kernforschungsanlage Jülich wurde, deren Vorstandsvorsitz er von 1975 bis 1980 innehatte. 1971 wurde er Honorarprofessor an der Universität Bonn und 1974 an der Universität Heidelberg. 

### Berufliche Karriere
Von 1980 bis zu seiner Ermordung 1986 war Beckurts Mitglied des Vorstands und Leiter des Zentralbereichs Forschung und Technik der Siemens AG.

### Ermordung
Karl Heinz Beckurts wurde zusammen mit seinem Chauffeur Eckhard Groppler (* 1944) am 9. Juli 1986 um 07:32 Uhr auf der Grünwalder Straße in Straßlach bei München durch einen Bombenanschlag ermordet. Die Täter benutzten eine elektronische Sprengfalle. Zu dem Anschlag bekannte sich ein „Kommando Mara Cagol“ der RAF. Die Täter sind bis heute unbekannt. Als einzigen Verdächtigen benannte das Bundeskriminalamt den 1999 von Polizisten in Wien erschossenen Horst Ludwig Meyer. Bei einer erneuten Analyse 2009 wurde am Bekennerschreiben „eine sehr ergiebige und aussagekräftige DNA-Spur“ festgestellt, die bisher keiner Person zugeordnet werden konnte.
Da der Anschlag mitten in eine hitzige Diskussion zur Kernenergie in Westdeutschland fiel (nach der Nuklearkatastrophe von Tschernobyl im April 1986), ist spekuliert worden, dass die RAF damit Sympathien bei der westdeutschen Anti-Atomkraft-Bewegung gewinnen wollte. In ihrem Bekennerschreiben weist sie sowohl auf die Beteiligung von Beckurts in der Militärelektronik-Forschung hin als auch auf seine führende Rolle als Vertreter der Kernenergie.

## Gedenken
Am Ort des Anschlags an der Grünwalder Straße in Straßlach (48° 0′ 43,8″ N, 11° 30′ 55,5″ O) befindet sich am Straßenrand ein bepflanztes Mahnmal. 
Siemens benannte nach ihm am Münchner Standort in Neuperlach-Süd das Karl-Heinz-Beckurts-Haus. Ein benachbarter Weg ist nach Eckhard Groppler benannt. Auf dem Firmengelände werden Beckurts und Groppler mit einer Gedenkstele geehrt. In Jülich trägt eine Straße den Namen von Beckurts.

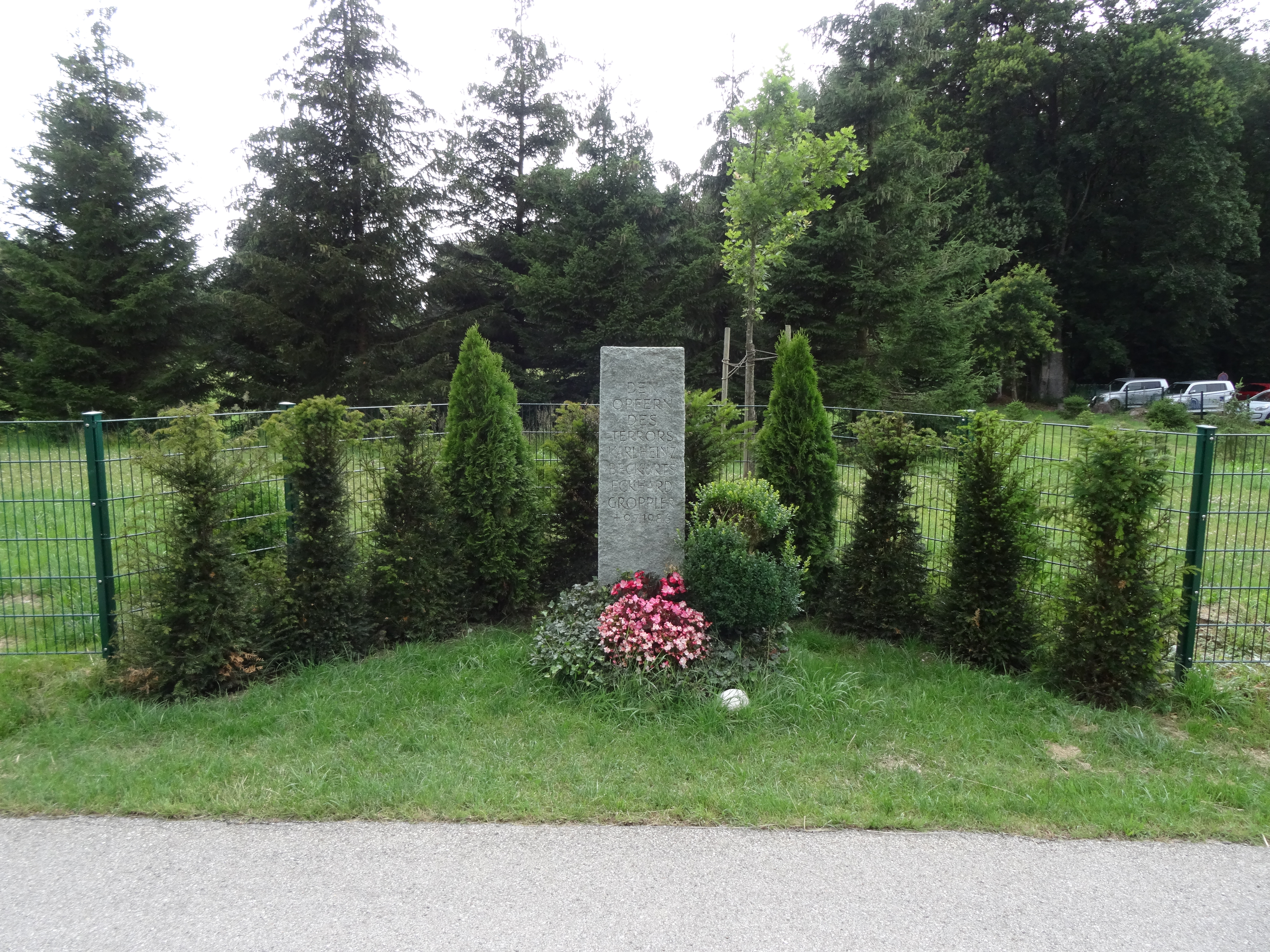
Mahnmal neben der Stelle des Sprengstoffanschlags an der Grünwalder Straße in Straßlach
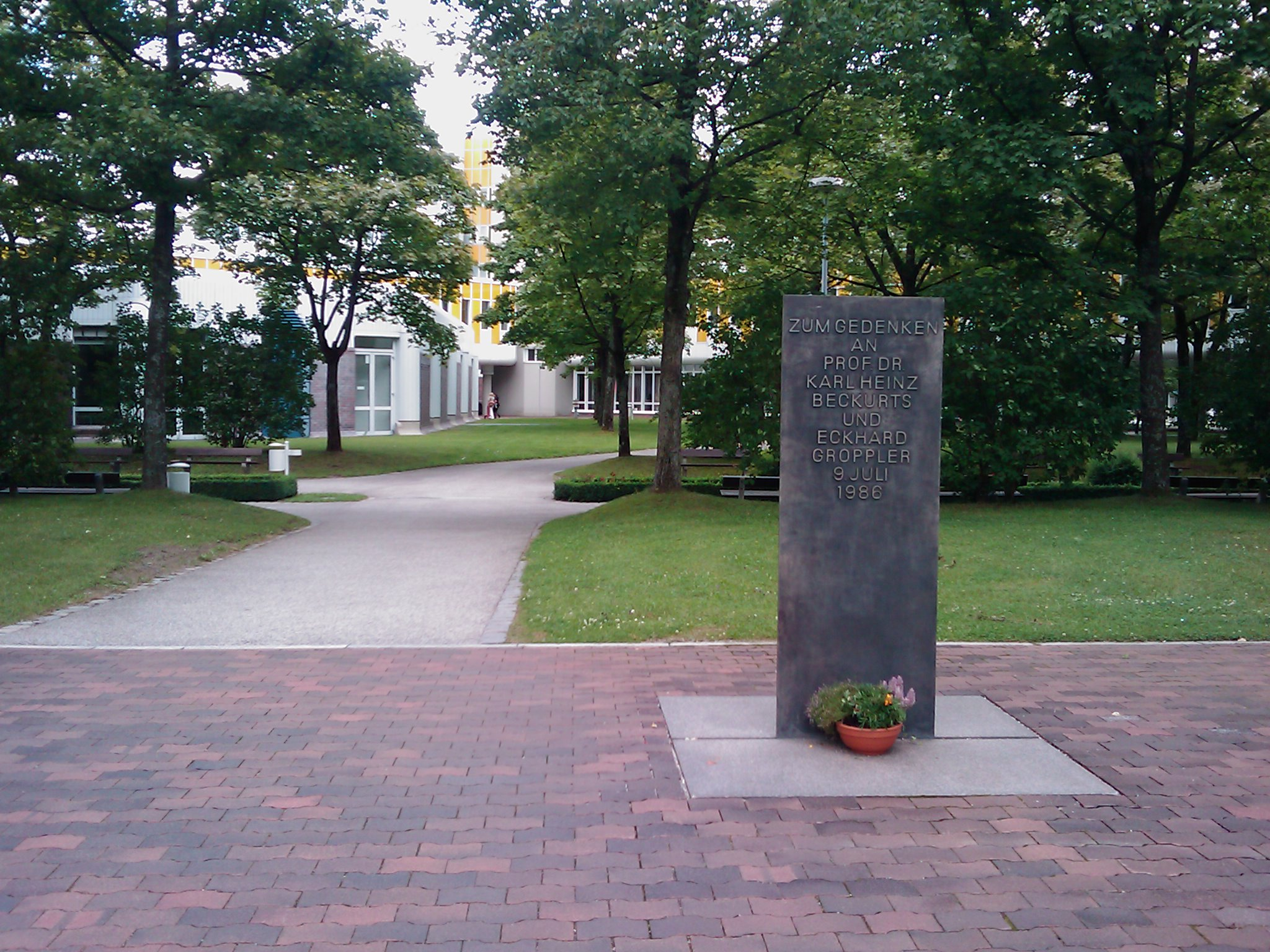
Gedenkstele für Karl Heinz Beckurts und Eckhard Groppler auf dem Siemens-Gelände Neuperlach
- Gedenkweg für Eckhard Groppler auf dem Siemens-Gelände Neuperlach

Von der Arbeitsgemeinschaft der Großforschungseinrichtungen (heute die Helmholtz-Gemeinschaft Deutscher Forschungszentren) wurde 1987 zu Ehren und zum Andenken an Beckurts die Karl-Heinz-Beckurts-Stiftung gegründet. Sie „fördert wissenschaftliche Arbeit, die eine Brückenfunktion zwischen Natur- und Technikwissenschaften einerseits und Geisteswissenschaften andererseits auszuüben geeignet ist“. Die Stiftung vergibt jährlich den Karl-Heinz-Beckurts-Preis.

## Leistungen und Mitgliedschaften
Mit Karl Wirtz schrieb Beckurts ein Standardwerk über Neutronenphysik. Er war einer der Entwickler des Forschungsreaktors 2 in Karlsruhe, richtete im dortigen Kernforschungszentrum moderne Datenverarbeitungstechnik ein und baute als Direktor des Instituts für angewandte Kernphysik die nukleare Festkörperphysik aus.
Beckurts war auch wesentlich an der Instrumentierung des Höchstflussreaktors am Institut Laue-Langevin in Grenoble beteiligt.
Von 1963 bis 1966 vertrat Beckurts die Bundesrepublik Deutschland in der International Nuclear Data Scientific Working Group (INDSWG) der IAEA in Wien. Außerdem war er im Euratom-Ausschuss für Kerndaten und Reaktorphysik. 
1973 bis 1975 fungierte er als Vorsitzender der Kerntechnischen Gesellschaft (KTG) und Vizepräsident des Deutschen Atomforums. 1973 bis 1976 war er Vorsitzender der Kerntechnischen Gesellschaft im Deutschen Atomforum und außerdem Vorsitzender der Arbeitsgemeinschaft der Großforschungseinrichtungen.
1971 bis 1975 war er Mitglied im Deutschen Wissenschaftsrat. Er wurde 1977 als ausländisches Mitglied in die Königlich Schwedische Akademie der Ingenieurwissenschaften aufgenommen.

## Schriften
- mit Karl Wirtz: Elementare Neutronenphysik. Springer, Heidelberg 1958, englische Ausgabe Neutron Physics, Springer 1964.
- mit Ralf Reichwald: Kooperation im Management mit integrierter Bürotechnik. CW Publ., München 1984.
- Technischer Fortschritt, Herausforderung und Erwartung: Vorträge, Aufsätze, Interviews 1980–1986. Siemens, Berlin 1986.
- Ausstieg oder Umstieg: Die Kontroverse über Notwendigkeit und Verantwortbarkeit der Kernenergie ist wieder voll entbrannt. Nach Tschernobyl weiter? In: Die Zeit, 18. Juli 1986.